# Emil Jungner
Lars Johan Emil Jungner, född 28 augusti 1873, död 21 januari 1939, var en svensk dövstumspedagog.
Jungner tog folkskollärarexamen 1896, dövstumslärarexamen 1898 och blev filosofie kandidat 1914. Han tjänstgjorde från 1898 vid olika dövstumsläroverk och var från 1923 föreståndare vid Manillaskolan och rektor vid därvarande dövstumslärarseminarium och inspektör för rikets dömstumsundervisning. bland Jungners skrifter märks Förberedande utredning rörande omorganisation av dövstumsundervisingsväsendet (1915, tillsammans med F. Nordin) och Underdånigt utlåtande med förslag till omorganisation av dövstumsundervisningsväsendet (1921, tillsammans med J. Bergqvist och A. Pers).